# The Tell-Tale Kinematograph
The Tell-Tale Kinematograph è un cortometraggio muto del 1908 diretto da Lewin Fitzhamon.

## Trama
Un giovane marito inganna la moglie con una bella ragazza. Ma il tradimento sarà svelato quando la consorte vedrà sullo schermo di un cinema le smancerie del suo sposo, ripreso per caso dall'operatore di un documentario.

## Produzione
Il film fu prodotto dalla Hepworth.

## Distribuzione
Distribuito dalla Hepworth, il film - un cortometraggio di 121,92 metri - uscì nelle sale cinematografiche britanniche nel febbraio del 1908. Nel maggio dello stesso anno, la Williams, Brown and Earle lo presentò anche negli Stati Uniti con il titolo Tell-Tale Cinematograph.
Si conoscono pochi dati del film che, prodotto dalla Hepworth, fu distrutto nel 1924 dallo stesso produttore, Cecil M. Hepworth. Fallito, in gravissime difficoltà finanziarie, il produttore pensò in questo modo di poter almeno recuperare il nitrato d'argento della pellicola.